# The Scribbler
The Scribbler est un film américain sorti en 2014. Il est réalisé par John Suits et écrit par  Dan Schaffer, à partir de son roman graphique éponyme publié par Image Comics.

## Distribution
- Katie Cassidy : Suki
- Garret Dillahunt : Hogan
- Michelle Trachtenberg : Alice/Veronica
- Eliza Dushku : psychologue Jennifer Silk
- Michael Imperioli : inspecteur Moss
- Billy Campbell : Sinclair
- Gina Gershon : Cleo
- Sasha Grey : Bunny
- Kunal Nayyar : Karem
- Ashlynn Yennie : Emily
- T.V. Carpio : Satomi
- Richard Riehle : agent O'Reilly

## Production
Le tournage a lieu en 2012 à Los Angeles.

## Réception
Rotten Tomatoes donne une note moyenne de 5.7/10. 40% des critiques sont positives.